# Syncope carvalhoi
Syncope carvalhoi és una espècie de granota que viu a Colòmbia, Perú i, possiblement també, al Brasil.
Està amenaçada d'extinció per la pèrdua del seu hàbitat natural.